# 一顆不變心
《一顆不變心》是香港歌手張學友的第十張粵語唱片，唱片製作人歐丁玉，寶麗金唱片公司製作發行。該張唱片製作水準上佳，亦在當時取得了輝煌的銷量，多首歌曲成為粵語流行音樂的經典作品。

## 唱片簡介
在進入1990年代以後，香港樂壇開始注重本地原創音樂，而張學友在1990年與1991年接連推出數張大熱唱片後，其與歐丁玉在選歌時也開始重視本地原創歌手。雖然《一顆不變心》專輯內多數歌曲均屬改編歌曲（包括同名主打歌曲《一顆不變心》，改編自黃品源的《流浪的心》），但該張專輯內仍有本地原創的《我愛玫瑰園》以及《道道道》。
該張專輯中有勵志歌曲《壯志驕陽》、火爆情歌《Ooh La La》及《今晚要盡情》，以及在當時賣座的電影《倩女幽魂III：道道道》的主題曲且出自著名填詞人黃霑手筆的《道道道》。該張專輯截至1991年底銷售量超過15萬張（即三白金），是當年香港本地銷售量甚高的專輯之一。

## 影響
唱片製作精良，被樂迷津津樂道的是甚至連封面都是張學友歷次作品中的極品，設計師采用了極為少見的張學友長髮造型作為封面。唱片對於中國大陸的樂迷具有極高的影響力，續《每天愛你多一些》后，大陸青年開始關注張學友，令他成為大陸地區最受歡迎的香港歌手之一。當時該張專輯的磁帶亦在中國大陸脫銷，粵語歌曲亦開始在大陸流行。

## 曲目
| 曲序     | 曲目             |                    | 作曲                                  | 编曲     | 备注 | 时长  |
| -------- | ---------------- | ------------------ | ------------------------------------- | -------- | --- | ----- |
| 1.       | 壯志驕陽         | 陳少琪             | Kan                                   | 趙增熹   | 原曲為日本歌手Kan的《有愛必勝》 國語版為《擁抱陽光》                                                       | 3:33  |
| 2.       | 一顆不變心       | 簡寧               | 黃品源                                | 趙增熹   | 原曲為臺灣歌手黃品源的《流浪的心》                                                                         | 4:04  |
| 3.       | Ooh La La        | 周耀輝             | David Hallyday Lisa Catherine Cohen   | 杜自持   | 原曲為法國歌手David Hallyday的《Ooh La La》                                                                | 4:30  |
| 4.       | 你不再說愛我     | 潘源良             | 山口岩男                              | 盧東尼   | 原曲為日本歌手山口岩男《I BELIEVE…》                                                                       | 4:06  |
| 5.       | 我愛玫瑰園       | 簡寧               | 歐丁玉                                | 盧東尼   | 無綫電視劇《我愛玫瑰園》主題曲                                                                             | 3:39  |
| 6.       | 今晚要盡情       | 向雪懷             | Tomas Ledin                           | 杜自持   | 原曲為瑞典歌手Tomas Ledin的《Hon Gör Allt För Att Göra Mig Lycklig》                                       | 3:28  |
| 7.       | 夜茫茫           | 劉卓輝 簡寧 張學友 | Tomas Ledin                           | 盧東尼   | 原曲為瑞典歌手Tomas Ledin的《Tillfälligheternas Spel》 中段吶喊部份由蘇德華主唱 張學友第一首參與作詞的歌曲 | 5:33  |
| 8.       | 一吻=兩心印      | 黃真               | Ed Wilson Chico Roque                 | 盧東尼   | 原曲為巴西歌手José Augusto的《Tudo com voce》                                                              | 4:18  |
| 9.       | 別讓我發現你在哭 | 陳少琪             | Ed Wilson Paulo Sérgio Valle Prêntice | 盧東尼   | 原曲為巴西歌手José Augusto的《Aguenta Coração》                                                            | 4:39  |
| 10.      | 道道道           | 黃霑               | 黃霑                                  | 戴樂民   | 電影《倩女幽魂Ⅲ：道道道》主題曲                                                                            | 3:00  |
| 总时长： | 总时长：         | 总时长：           | 总时长：                              | 总时长： | 总时长：                                                                                                   | 40:53 |

## 製作團隊
- 監製以及混音： 歐丁玉
- 錄音師： Sam、Clement、Peterson、Kan
- 美術指導： 奚仲文
- 攝影： Can Wong
- 服裝： Bruce Yu
- 髮型： Helen Of Beijing Hair Culture
- 化妝： Eunice Wong
- 經理人： 陳自強
- 封套製作： Ahmmcom Ltd.、At Lee

## 獎項
- 1991年度十大勁歌金曲頒獎典禮

- 「十大勁歌金曲」：《一顆不變心》

- 1991年度十大中文金曲頒獎典禮

- 「十大中文金曲」：《一顆不變心》

1. ↑  . come back to love.   [2021-10-20]. （原始内容存档于2021-10-22）.